# 新潟大学前駅
新潟大学前駅（にいがただいがくまええき）は、新潟県新潟市西区坂井砂山四丁目にある、東日本旅客鉄道（JR東日本）越後線の駅である。
1984年（昭和59年）、越後線の電化完成と共に開業した。駅名は近くにある新潟大学五十嵐キャンパスに由来する。地元では「新大前駅（しんだいまええき）」「新大前」「新大駅」などといった略称が使われている（新潟大学の略称については新潟大学#概観を参照）。

## 歴史
開業当初は無人駅であったが、ホーム上には国鉄新潟鉄道管理局が直営する売店「ハローしんだいまえ」が設けられ、乗車券は券売機の管理も含めて売店で委託販売する形がとられていた。JR移管後、乗客数の増加に伴って売店を閉鎖し昼間に限り有人（集札のみ）となってからは、1997年（平成9年）にはみどりの窓口が開設され、2009年（平成21年）には新潟市の「交通バリアフリー事業」の一環で、市の助成によりエレベーターを増設、2010年（平成22年）2月にはみどりの窓口に代わって指定席券売機を設置するなど、その後も設備の増設・改善が図られている。新興住宅地の新設駅が徐々に設備内容を充実させていった顕著な例といえる。
なお、2010年（平成22年）2月に設置された指定席券売機は、越後線の中間駅としては初めて設置されたものである。

### 年表
- 1984年（昭和59年）4月8日：越後線・内野 - 寺尾間に新設開業[1][2][3]。開業当初は駅員無配置駅[4]。
- 1985年（昭和60年）7月20日：国鉄直営の売店開店、乗車券の販売も行った[5]。
- 1987年（昭和62年）4月1日：国鉄分割民営化に伴い、東日本旅客鉄道（JR東日本）の駅となる[3]。
- 1997年（平成9年）1月23日：みどりの窓口を設置。
- 2005年（平成17年）2月17日：自動改札機の供用を開始[6]。
- 2006年（平成18年）1月21日：ICカード「Suica」の利用が可能となる[7]。
- 2009年（平成21年）3月14日：エレベーターの供用を開始。
- 2010年（平成22年）
  - 2月9日：みどりの窓口の営業を終了。
  - 2月10日：指定席券売機の稼働を開始[8]。
- 2017年（平成29年）：駅名の英語表記が「Niigatadaigakumae」から「Niigata University」へ変更。

## 駅構造
築堤上に単式ホーム1面1線を有する地上駅である。東西に走る線路に対して南側にホームが設けられている。
駅業務をJR東日本新潟シティクリエイト（JENIC）が受託する業務委託駅で、新潟駅が当駅を管理している。駅舎2階、ホーム中央部の改札口には自動改札機（Suica対応）が設置されている。以前は有人改札口を兼ねるみどりの窓口を設置していたが、指定席券売機の設置に伴い2010年（平成22年）2月9日をもって出札業務を終了し、現在は改札業務のみを行っている。改札口周辺には、このほかに自動券売機のほか、改札内に待合室とトイレが設けられている。
砂丘の南斜面に位置するため、ホームと駅前広場との間に高低差がある。また地平部が狭隘でスペースの確保が難しいため、駅の機能のほとんどがホーム上に集中して設けられている。出入口には東側（新潟寄り）・西側（内野寄り）の2本の階段が設けられている。バリアフリー対策として、東側出入口にはエレベーターが設置されている。直線通り抜け方式（11人乗り）で、車椅子の利用者は折り返すことなく駅前とホームを往来できる。
新潟市道曽和インター信濃町線1号（西大通り、旧国道116号）や新潟大学五十嵐キャンパス、新潟清心女子高校など、駅北側（線路を挟んで反対側）へ向かう場合は、一旦東側階段を下りて駅構内から出た後、東側にある地下通路を利用することになる。概ね徒歩約5分前後で西大通りに出る。

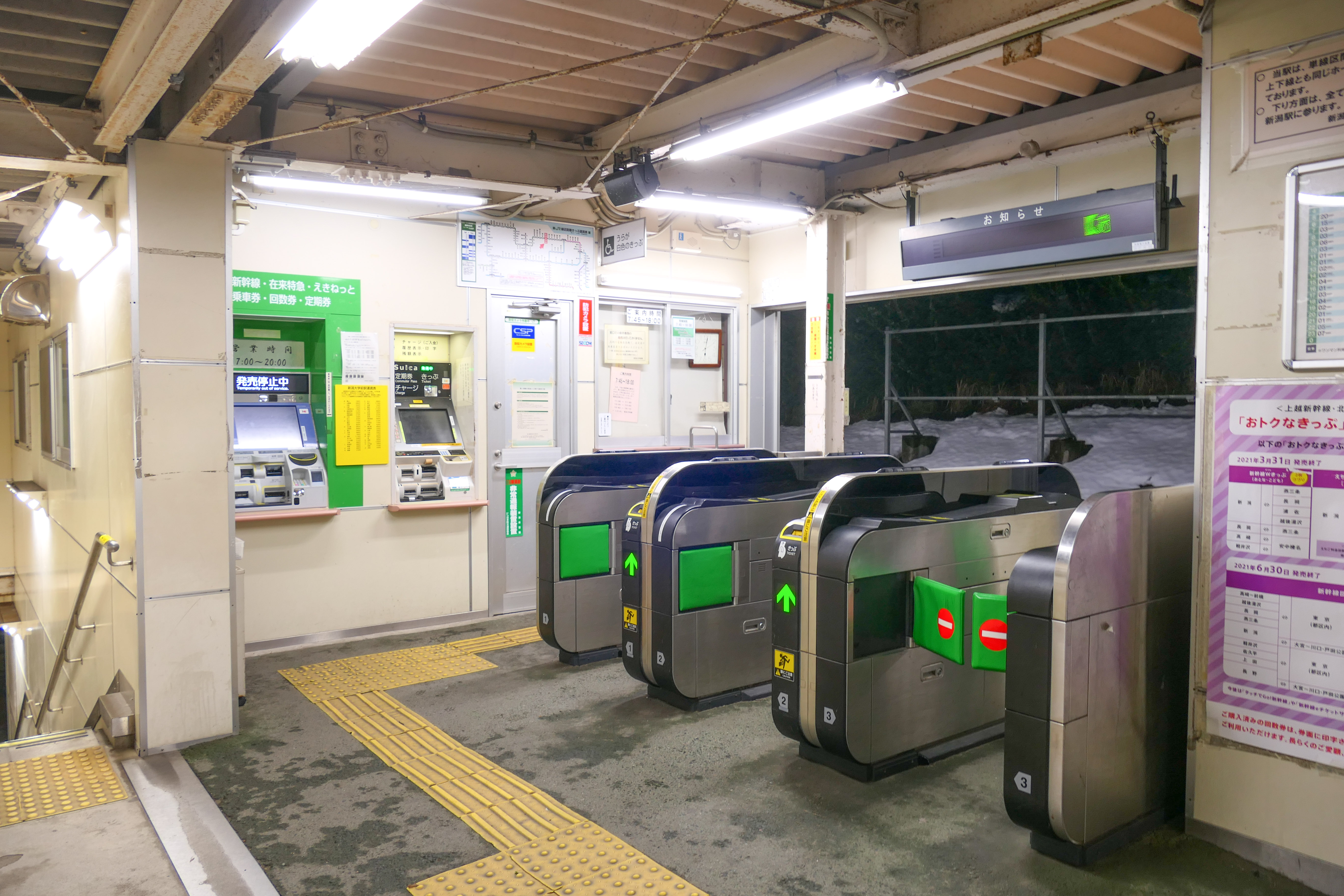
券売機と改札口（2021年1月）
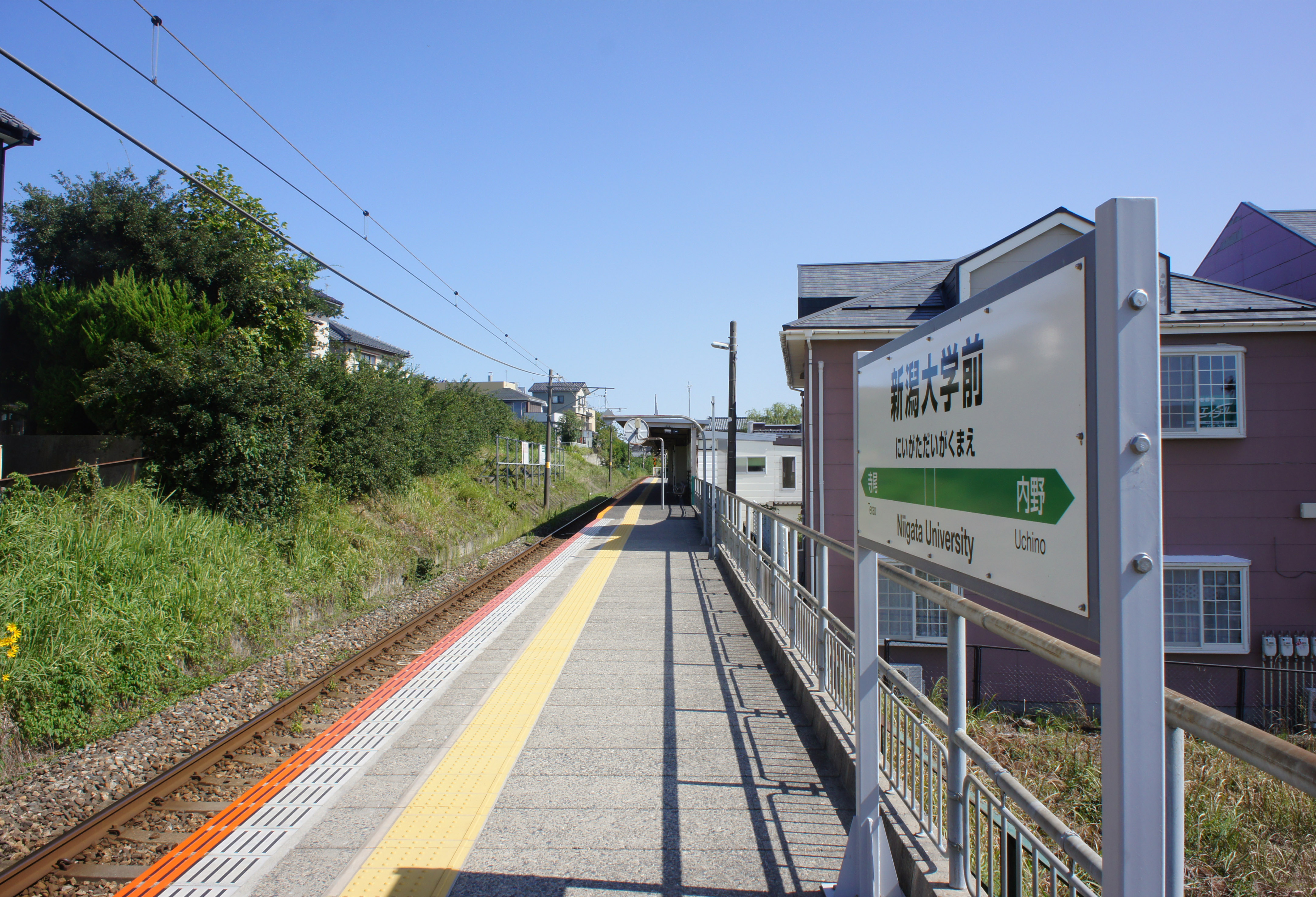
ホーム（2021年9月）
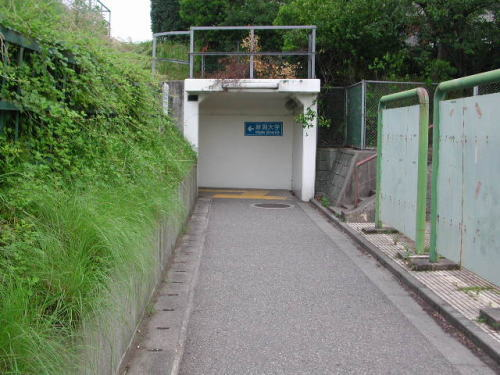
駅前と駅北側を結ぶ地下通路。新潟寄りの階段を降りた先に入口がある（2004年7月）

## 利用状況
JR東日本によると、2023年度（令和5年度）の1日平均乗車人員は2,811人である。
2000年度（平成12年度）以降の推移は以下のとおりである。
| 1日平均乗車人員推移 | 1日平均乗車人員推移 | 1日平均乗車人員推移 | 1日平均乗車人員推移 | 1日平均乗車人員推移 |
| 年度                | 定期外              | 定期                | 合計                | 出典                |
| ------------------- | ------------------- | ------------------- | ------------------- | ------------------- |
| 2000年（平成12年）  |                     |                     | 2,759               | [ 利用客数 2 ]      |
| 2001年（平成13年）  |                     |                     | 2,726               | [ 利用客数 3 ]      |
| 2002年（平成14年）  |                     |                     | 2,725               | [ 利用客数 4 ]      |
| 2003年（平成15年）  |                     |                     | 2,714               | [ 利用客数 5 ]      |
| 2004年（平成16年）  |                     |                     | 2,742               | [ 利用客数 6 ]      |
| 2005年（平成17年）  |                     |                     | 2,863               | [ 利用客数 7 ]      |
| 2006年（平成18年）  |                     |                     | 2,911               | [ 利用客数 8 ]      |
| 2007年（平成19年）  |                     |                     | 2,900               | [ 利用客数 9 ]      |
| 2008年（平成20年）  |                     |                     | 2,926               | [ 利用客数 10 ]     |
| 2009年（平成21年）  |                     |                     | 2,895               | [ 利用客数 11 ]     |
| 2010年（平成22年）  |                     |                     | 2,874               | [ 利用客数 12 ]     |
| 2011年（平成23年）  |                     |                     | 2,788               | [ 利用客数 13 ]     |
| 2012年（平成24年）  | 1,079               | 1,710               | 2,789               | [ 利用客数 14 ]     |
| 2013年（平成25年）  | 1,156               | 1,805               | 2,962               | [ 利用客数 15 ]     |
| 2014年（平成26年）  | 1,152               | 1,779               | 2,932               | [ 利用客数 16 ]     |
| 2015年（平成27年）  | 1,211               | 1,868               | 3,080               | [ 利用客数 17 ]     |
| 2016年（平成28年）  | 1,235               | 1,872               | 3,107               | [ 利用客数 18 ]     |
| 2017年（平成29年）  | 1,216               | 1,794               | 3,011               | [ 利用客数 19 ]     |
| 2018年（平成30年）  | 1,232               | 1,759               | 2,991               | [ 利用客数 20 ]     |
| 2019年（令和元年）  | 1,206               | 1,828               | 3,034               | [ 利用客数 21 ]     |
| 2020年（令和02年）  | 749                 | 1,230               | 1,979               | [ 利用客数 22 ]     |
| 2021年（令和03年）  | 890                 | 1,336               | 2,227               | [ 利用客数 23 ]     |
| 2022年（令和04年）  | 1,063               | 1,421               | 2,485               | [ 利用客数 24 ]     |
| 2023年（令和05年）  | 1,188               | 1,623               | 2,811               | [ 利用客数 1 ]      |

一日平均乗車人員（単位：人/日）

## 駅周辺
駅周辺は住宅地となっており、また大学の隣接地域であることから学生向けのアパートが数多く軒を連ねる。ただし駅自体には駐輪場以外にこれといった施設は無い。また新潟県道16号新潟亀田内野線（弥彦街道、旧々国道116号）から駅周辺の宅地に通じる市道が、駅へのロータリーを兼ねている形となっている。
駅構内にはキオスクやNewDaysは設置されていない（ただし、前述の通り、当駅の開業時には売店が設けられていた）。ただし、駅から徒歩5分圏内にはスーパーマーケットやコンビニエンスストア、各種飲食店が立地している。
県道16号と西大通りの沿線には、飲食店やスーパーマーケット、パチンコ店、書店などの各種店舗が並ぶ。また、これらの店舗は「新大前店」という店舗名を使用しているところが多いが、下記にもあるとおり「新大前」という店名であっても必ずしも新潟大学の五十嵐キャンパスの近くに立地しているわけではないため、注意が必要である。

### 新潟大学へのアクセス
- 当駅から新潟大学五十嵐キャンパスの正門までは、徒歩で約15 - 20分かかる[1]（順路は上記「#駅構造」参照）。
- 当駅からバスを利用して新潟大学へ向かう場合は、駅北側を通る西大通りにある新潟交通「新大入口」バス停から新潟大学方面行き（西小針線W21・W23系統）のバスを利用して5分弱。降車停留所は学部・キャンパスによって「新大正門」「新大中門」「新大西門」の3箇所となる（新大入口 - 新大西門間「100円バス運賃区間」、運賃：大人100円・小人50円。なお新大入口 - 清心学園前間も100円区間が適用されている）。
- 五十嵐キャンパスのうち理学部および工学部はキャンパスの西側に配置されているため、越後線から徒歩の場合は当駅よりも隣駅の内野駅が最寄り駅となる。また、当駅よりバス利用の場合は、上記「新大入口」バス停から新潟大学経由内野行き（西小針線W21・W23系統）のバスを利用して「新大工学部前」下車（運賃：大人200円。前述の100円区間は対象外）。
- なお新潟大学のうち、医学部・歯学部及び医歯学総合病院（新大病院）は五十嵐キャンパスにはなく、中央区の旭町キャンパスにある。最寄りはJR白山駅（徒歩25分。経路がやや煩雑である上、案内標識も乏しいため注意を要する）またはBRT萬代橋ライン「市役所前」停留所（徒歩5分）。詳細は「新潟大学#旭町キャンパス」を参照。

### 周辺の主な施設・店舗

#### 駅南側
- ウオロク 大学前店
- ダイレックス 新潟大学前店
- 新潟県警察機動捜査隊・機動鑑識庁舎 （旧新潟西警察署を転用）
- ファミリードラッグ（旧・ドラッグマックス） 大学前店
- 原信 新通店
- 日本文理高等学校
- 信楽園病院

#### 駅北側 （地下通路経由）
- 新潟大学 五十嵐キャンパス（文系学部および農学部）
- 清水フードセンター 大学前店
- ガスト 新潟五十嵐店
- 新潟清心女子中学校・高等学校
- 新潟信用金庫 新潟西支店

## バス路線
駅南側、北側に新潟交通のバス停留所が設けられている。駅北側の「新大入口」バス停からは新潟大学行のバスも発着する（#新潟大学へのアクセスも参照）。
| バス停名                                   | 方面         | 路線名        | 系統番号・行先                                                            | 出典   |
| ------------------------------------------ | ------------ | ------------- | ------------------------------------------------------------------------- | ------ |
| 西坂井 （駅南側徒歩約4分）                 | 郊外方面     | ■ W3 寺尾線   | - W30：内野営業所 - W31：新大西門 - W32：信楽園病院 - W33：上新町公民館前 | [ 9 ]  |
| 西坂井 （駅南側徒歩約4分）                 | 市中心部方面 | ■ W3 寺尾線   | - W30 - 33：青山 - （ダイレクト便）新潟駅                                 | [ 9 ]  |
| 新大入口 （駅北側、地下通路経由徒歩約5分） | 郊外方面     | ■ W2 西小針線 | - W20・W23：内野営業所 - W21・W23：新大西門・内野営業所 - W22：信楽園病院 | [ 10 ] |
| 新大入口 （駅北側、地下通路経由徒歩約5分） | 市中心部方面 | ■ W2 西小針線 | - （下記以外）新潟駅 - W23：美咲合同庁舎                                  | [ 10 ] |
| 新大入口 （駅北側、地下通路経由徒歩約5分） | 市中心部方面 | ■ W1 有明線   | W12：新潟駅                                                               | [ 11 ] |

## 隣の駅
東日本旅客鉄道（JR東日本）
■越後線
内野駅 - 新潟大学前駅 - 寺尾駅

### 記事本文
1. 1 2 3 4 5 6 7 8  『週刊 JR全駅・全車両基地』 21号 新潟駅・弥彦駅・津南駅ほか、朝日新聞出版〈週刊朝日百科〉、2012年12月30日、22頁。
2. 1 2  市報にいがた 第892号 1984年4月1日 p.1 新大前駅が8日開業 越後線も電化スタート
3. 1 2 3  石野哲（編）『停車場変遷大事典 国鉄・JR編 Ⅱ』JTB、1998年、599頁。ISBN 978-4-533-02980-6。
4. 1 2  “「通報」●越後線北吉田駅ほか1駅の駅員無配置について（旅客局）”. 鉄道公報 (日本国有鉄道総裁室文書課):  p. 3. (1984年3月15日)
5. ↑  1985年7月6日交通新聞2面
6. ↑  『平成16年11月27日（土）新潟駅で自動改札使用開始!』（PDF）（プレスリリース）東日本旅客鉄道新潟支社、2004年11月27日。オリジナルの2006年1月8日時点におけるアーカイブ。2021年1月8日閲覧。
7. ↑  『2006年1月21日（土）新潟エリアSuicaデビュー!』（PDF）（プレスリリース）東日本旅客鉄道新潟支社、2005年9月21日。オリジナルの2006年1月5日時点におけるアーカイブ。2021年1月8日閲覧。
8. ↑  『「指定席券売機」が新たに4駅に登場!』（PDF）（プレスリリース）東日本旅客鉄道新潟支社、2010年2月12日。オリジナルの2010年5月9日時点におけるアーカイブ。2021年1月8日閲覧。
9. 1 2  “W3 寺尾線 運行系統一覧図” (PDF). 西新潟方面（W系統）| 路線別時刻表.   新潟交通. 2025年4月27日閲覧。
10. 1 2  “W2 西小針線 運行系統一覧図” (PDF). 西新潟方面（W系統）| 路線別時刻表.   新潟交通. 2025年4月27日閲覧。
11. ↑  “W1 有明線 運行系統一覧図” (PDF). 西新潟方面（W系統）| 路線別時刻表.   新潟交通. 2025年4月27日閲覧。

### 利用状況
1. 1 2  “各駅の乗車人員（2023年度）”.   東日本旅客鉄道. 2024年7月21日閲覧。
2. ↑  “各駅の乗車人員（2000年度）”.   東日本旅客鉄道. 2019年4月7日閲覧。
3. ↑  “各駅の乗車人員（2001年度）”.   東日本旅客鉄道. 2019年4月7日閲覧。
4. ↑  “各駅の乗車人員（2002年度）”.   東日本旅客鉄道. 2019年4月7日閲覧。
5. ↑  “各駅の乗車人員（2003年度）”.   東日本旅客鉄道. 2019年4月7日閲覧。
6. ↑  “各駅の乗車人員（2004年度）”.   東日本旅客鉄道. 2019年4月7日閲覧。
7. ↑  “各駅の乗車人員（2005年度）”.   東日本旅客鉄道. 2019年4月7日閲覧。
8. ↑  “各駅の乗車人員（2006年度）”.   東日本旅客鉄道. 2019年4月7日閲覧。
9. ↑  “各駅の乗車人員（2007年度）”.   東日本旅客鉄道. 2019年4月7日閲覧。
10. ↑  “各駅の乗車人員（2008年度）”.   東日本旅客鉄道. 2019年4月7日閲覧。
11. ↑  “各駅の乗車人員（2009年度）”.   東日本旅客鉄道. 2019年4月7日閲覧。
12. ↑  “各駅の乗車人員（2010年度）”.   東日本旅客鉄道. 2019年4月7日閲覧。
13. ↑  “各駅の乗車人員（2011年度）”.   東日本旅客鉄道. 2019年4月7日閲覧。
14. ↑  “各駅の乗車人員（2012年度）”.   東日本旅客鉄道. 2019年4月7日閲覧。
15. ↑  “各駅の乗車人員（2013年度）”.   東日本旅客鉄道. 2019年4月7日閲覧。
16. ↑  “各駅の乗車人員（2014年度）”.   東日本旅客鉄道. 2019年4月7日閲覧。
17. ↑  “各駅の乗車人員（2015年度）”.   東日本旅客鉄道. 2019年4月7日閲覧。
18. ↑  “各駅の乗車人員（2016年度）”.   東日本旅客鉄道. 2019年4月7日閲覧。
19. ↑  “各駅の乗車人員（2017年度）”.   東日本旅客鉄道. 2019年4月7日閲覧。
20. ↑  “各駅の乗車人員（2018年度）”.   東日本旅客鉄道. 2019年7月23日閲覧。
21. ↑  “各駅の乗車人員（2019年度）”.   東日本旅客鉄道. 2020年7月18日閲覧。
22. ↑  “各駅の乗車人員（2020年度）”.   東日本旅客鉄道. 2021年7月29日閲覧。
23. ↑  “各駅の乗車人員（2021年度）”.   東日本旅客鉄道. 2022年8月12日閲覧。
24. ↑  “各駅の乗車人員（2022年度）”.   東日本旅客鉄道. 2023年7月12日閲覧。